# Коббен, Виллем
Виллем Коббен  (нидерл. Willem Cobben, в Финляндии был известен как фин. Gulielmus Cobben, 29.06.1897 г., Ситтард, Нидерланды — 27.01.1985 г., Ситтард, Нидерланды) — первый католический епископ епархии Хельсинки.

## Биография
19 апреля 1924 года был рукоположён в священника, после чего работал приходским настоятелем в католическом приходе Турку. В Финляндии вступил в монашескую конгрегацию Святейшего Сердца Иисуса. Учил финский язык в Териоки у Адольфа Карлинга.
19 декабря 1933 года Римский папа Пий XI назначил Виллема Коббена апостольским викарием апостольского викариата Финляндии и титулярным епископом Аматуса. 19 марта 1934 года состоялось рукоположение Виллема Коббена в епископа.
25 февраля 1955 года апостольский викариат Финляндии был преобразован в епархию Хельсинки и Виллем Коббен стал первым епископом этой епархии.
29 июня 1967 года Виллем Коббен подал в отставку и был назначен титулярным епископом Тамагристы, после чего переехал в Германию. Некоторое время он работал капелланом в католической больнице города Виллих.
В 1984 году переехал в родной город Ситтард, где скончался 27 января 1985 года.